# Magyarország a 2024-es úszó-világbajnokságon
Magyarország a katari Dohában megrendezésre került 2024-es úszó-világbajnokság egyik részt vevő nemzete volt. Az ország a világbajnokságon 67 sportolóval képviseltette magát.

## Versenyzők száma
| Sportág, szakág  | Magyar résztvevő | Magyar résztvevő | Magyar résztvevő |
| Sportág, szakág  | Férfi            | Nő               | Össz.            |
| ---------------- | ---------------- | ---------------- | ---------------- |
| Úszás            | 10               | 11               | 21               |
| Nyílt vízi úszás | 2                | 3                | 5                |
| Műugrás          | 0                | 3                | 3                |
| Szinkronúszás    | 0                | 10               | 10               |
| Vízilabda        | 15               | 15               | 30               |
| Összesen         | 25               | 42               | 67               |

1. ↑  Rasovszky Kristóf és Betlehem Dávid úszásban és nyílt vízi úszásban is indult.

## Érmesek
| Érem      | Versenyző | Versenyszám             | Dátum       |
| --------- | --- | ----------------------- | ----------- |
| Aranyérem | Rasovszky Kristóf | 10 km nyílt vízi úszás  | február 4.  |
| Ezüstérem | - Magyar női vízilabda-válogatott - Faragó Kamilla - Garda Krisztina - Géraldine Mahieu - Gurisatti Gréta - Horváth Brigitta - Keszthelyi Rita - Kuna Szonja - Leimeter Dóra - Magyari Alda - Máté Zsuzsanna - Neszmély Boglárka - Parkes Rebecca - Rybanska Natasa - Szilágyi Dorottya - Vályi Vanda | Női vízilabda           | február 16. |
| Bronzérem | Fábián Bettina Szimcsák Mira Betlehem Dávid Rasovszky Kristóf | csapat nyílt vízi úszás | február 8.  |
| Bronzérem | Németh Nándor | 100 m gyors             | február 15. |

## Úszás
Férfi
| Versenyző                                                  | Versenyszám      | Előfutam | Előfutam | Előfutam | Elődöntő | Elődöntő | Elődöntő | Döntő    | Döntő     |
| Versenyző                                                  | Versenyszám      | Idő      | Hely.    | Össz.    | Idő      | Hely.    | Össz.    | Idő      | Helyezés  |
| ---------------------------------------------------------- | ---------------- | -------- | -------- | -------- | -------- | -------- | -------- | -------- | --------- |
| Betlehem Dávid                                             | 800 m gyors      | 7:48,06  | 5.       | 9.       |          |          |          | kiesett  | kiesett   |
| Betlehem Dávid                                             | 1500 m gyors     | 14:51,48 | 3.       | 3.       |          |          |          | 14:46,44 | 4.        |
| Holló Balázs                                               | 200 m vegyes     | 2:00,40  | 3.       | 12.      | 2:00,39  | 6.       | 14.      | kiesett  | kiesett   |
| Holló Balázs                                               | 400 m vegyes     | 4:13,93  | 3.       | 6.       |          |          |          | 4:19,66  | 8.        |
| Jászó Ádám                                                 | 50 m hát         | 25,43    | 1.       | 19.      | kiesett  | kiesett  | kiesett  | kiesett  | kiesett   |
| Jászó Ádám                                                 | 100 m hát        | 54,51    | 7.       | 19.      | kiesett  | kiesett  | kiesett  | kiesett  | kiesett   |
| Márton Richárd                                             | 200 m pillangó   | 1:56,54  | 4.       | 8.       | 1:56,04  | 5.       | 8.       | 1:55,76  | 6.        |
| Németh Nándor                                              | 100 m gyors      | 48,03    | 1.       | 3.       | 47,96    | 2.       | 4.       | 47,78    | Bronzérem |
| Németh Nándor                                              | 200 m gyors      | 1:47,52  | 8.       | 19.      | kiesett  | kiesett  | kiesett  | kiesett  | kiesett   |
| Rasovszky Kristóf                                          | 400 m gyors      | 3:46,77  | 6.       | 11.      |          |          |          | kiesett  | kiesett   |
| Rasovszky Kristóf                                          | 800 m gyors      | 7:47,19  | 2.       | 5.       |          |          |          | 7:44,42  | 5.        |
| Rasovszky Kristóf                                          | 1500 m gyors     | 14:59,44 | 7.       | 12.      |          |          |          | kiesett  | kiesett   |
| Szabó Szebasztián                                          | 50 m gyors       | 22,32    | 10.      | 30.      | kiesett  | kiesett  | kiesett  | kiesett  | kiesett   |
| Szabó Szebasztián                                          | 100 m gyors      | 49,10    | 4.       | 20.      | kiesett  | kiesett  | kiesett  | kiesett  | kiesett   |
| Szabó Szebasztián                                          | 50 m pillangó    | 23,35    | 4.       | 9.       | 23,32    | 7.       | 11.      | kiesett  | kiesett   |
| Telegdy Ádám                                               | 200 m hát        | 1:58,07  | 3.       | 5.       | 1:56,65  | 3.       | 4.       | 1:56,66  | 7.        |
| Németh Nándor Szabó Szebasztián Mészáros Dániel Jászó Ádám | 4 × 100 m gyors  | 3:14,73  | 3.       | 8.       |          |          |          | 3:03,66  | 5.        |
| Jászó Ádám Sós Dániel Márton Richárd Németh Nándor         | 4 × 100 m vegyes | 3:36,86  | 5.       | 13.      |          |          |          | kiesett  | kiesett   |

A 100 m és 200 m hátra nevezett Kovács Benedek a vb előtti dubaji edzőtáborban combsérülést szenvedett, ezért visszalépett a világbajnoki szerepléstől.
Női
| Versenyző                                                  | Versenyszám      | Előfutam | Előfutam | Előfutam | Elődöntő     | Elődöntő     | Elődöntő     | Döntő   | Döntő    |
| Versenyző                                                  | Versenyszám      | Idő      | Hely.    | Össz.    | Idő          | Hely.        | Össz.        | Idő     | Helyezés |
| ---------------------------------------------------------- | ---------------- | -------- | -------- | -------- | ------------ | ------------ | ------------ | ------- | -------- |
| Kapás Boglárka                                             | 200 m pillangó   | 2:09,99  | 2.       | 5.       | 2:08,48      | 2.           | 4.           | 2:08,81 | 6.       |
| Kapás Boglárka                                             | 400 m vegyes     | 4:43,53  | 5.       | 7.       |              |              |              | 4:39,78 | 5.       |
| Késely Ajna                                                | 800 m gyors      | 8:32,88  | 2.       | 6.       |              |              |              | 8:29,83 | 8.       |
| Késely Ajna                                                | 1500 m gyors     | 16:34,84 | 8.       | 16.      |              |              |              | kiesett | kiesett  |
| Molnár Dóra                                                | 200 m hát        | 2:11,35  | 1.       | 6.       | 2:10,31      | 3.           | 7.           | 2:11,01 | 7.       |
| Pádár Nikolett                                             | 100 m gyors      | 55,21    | 5.       | 16.      | visszalépett | visszalépett | visszalépett | kiesett | kiesett  |
| Pádár Nikolett                                             | 200 m gyors      | 1:57,42  | 1.       | 3.       | 1:57,3       | 5.           | 7.           | 1:56,89 | 6.       |
| Pádár Nikolett                                             | 400 m gyors      | 4:09,21  | 7.       | 9.       |              |              |              | kiesett | kiesett  |
| Sebestyén Dalma                                            | 200 m pillangó   | 2:10,34  | 3.       | 7.       | 2:09,14      | 4.           | 6.           | 2:09,80 | 7.       |
| Sebestyén Dalma                                            | 200 m vegyes     | 2:14,27  | 5.       | 14.      | 2:13,25      | 6.           | 11.          | kiesett | kiesett  |
| Szabó-Feltóthy Eszter                                      | 100 m hát        | 1:02,80  | 9.       | 26.      | kiesett      | kiesett      | kiesett      | kiesett | kiesett  |
| Szabó-Feltóthy Eszter                                      | 200 m hát        | 2:10,95  | 2.       | 4.       | 2:09,42      | 2.           | 3.           | 2:09,76 | 4.       |
| Ábrahám Lilla Minna Molnár Dóra Késely Ajna Pádár Nikolett | 4 × 200 m gyors  | 7:57,46  | 3.       | 5.       |              |              |              | 7:56,58 | 8.       |
| Komoróczy Lora Békési Eszter Ugrai Panna Senánszky Petra   | 4 × 100 m vegyes | 4:05,25  | 1.       | 13.      |              |              |              | kiesett | kiesett  |

Vegyes
| Versenyző                                               | Versenyszám      | Előfutam | Előfutam | Előfutam | Elődöntő | Elődöntő | Elődöntő | Döntő   | Döntő    |
| Versenyző                                               | Versenyszám      | Idő      | Hely.    | Össz.    | Idő      | Hely.    | Össz.    | Idő     | Helyezés |
| ------------------------------------------------------- | ---------------- | -------- | -------- | -------- | -------- | -------- | -------- | ------- | -------- |
| Jászó Ádám Békési Eszter Márton Richárd Senánszky Petra | 4 × 100 m vegyes | 3:50,40  | 8.       | 13.      |          |          |          | kiesett | kiesett  |

## Nyílt vízi úszás
Férfi
| Versenyző         | Versenyszám | Idő        | Helyezés  |
| ----------------- | ----------- | ---------- | --------- |
| Rasovszky Kristóf | 5 km        | 51:30,50   | 4.        |
| Rasovszky Kristóf | 10 km       | 1:48:21,20 | Aranyérem |
| Betlehem Dávid    | 10 km       | 1:48:29,90 | 6.        |
| Betlehem Dávid    | 5 km        | 51:34,80   | 6.        |

Női
| Versenyző      | Versenyszám | Idő       | Helyezés |
| -------------- | ----------- | --------- | -------- |
| Fábián Bettina | 10 km       | 1:57:36,5 | 12.      |
| Szimcsák Mira  | 10 km       | 1:58:37,5 | 26.      |
| Szimcsák Mira  | 5 km        | 59:00,60  | 20.      |
| Olasz Anna     | 5 km        | 59:15,00  | 33.      |

Váltó
| Versenyző                                                     | Versenyszám | Idő        | Helyezés  |
| ------------------------------------------------------------- | ----------- | ---------- | --------- |
| Fábián Bettina Szimcsák Mira Betlehem Dávid Rasovszky Kristóf | Váltó       | 1:04:06,80 | Bronzérem |

## Szinkronúszás
| Versenyző | Versenyszám          | Selejtező | Selejtező | Döntő   | Döntő   |
| Versenyző | Versenyszám          | Pont      | Hely      | Pont    | Hely    |
| --- | -------------------- | --------- | --------- | ------- | ------- |
| Barbócz Blanka Bastianelli Angelika                                                                               | Páros rövid program  | 204,3967  | 23.       | kiesett | kiesett |
| Barbócz Blanka Bastianelli Angelika                                                                               | Páros szabad program | 150,5209  | 26.       | kiesett | kiesett |
| Fehér Gréta Götz Lilien Hungler Szabina Janku Titanilla Kecskés Kira Márialigeti Réka Szórát Léna Taksonyi Blanka | Kombinációs kűr      | 174,3800  | 14.       | kiesett | kiesett |

## Műugrás
Női
| Versenyző      | Versenyszám            | Selejtező    | Selejtező    | Elődöntő | Elődöntő | Döntő   | Döntő    |
| Versenyző      | Versenyszám            | Pont         | Hely.        | Pont     | Hely.    | Pont    | Helyezés |
| -------------- | ---------------------- | ------------ | ------------ | -------- | -------- | ------- | -------- |
| Mosena Estilla | 1 méteres műugrás      | 178,95       | 37.          |          |          | kiesett | kiesett  |
| Mosena Estilla | 3 méteres műugrás      | 194,80       | 40.          | kiesett  | kiesett  | kiesett | kiesett  |
| Kun Patrícia   | 1 méteres műugrás      | 156,40       | 40.          |          |          | kiesett | kiesett  |
| Kun Patrícia   | 3 méteres műugrás      | visszalépett | visszalépett | kiesett  | kiesett  | kiesett | kiesett  |
| Kovács Eszter  | 10 méteres toronyugrás | 193,80       | 40.          | kiesett  | kiesett  | kiesett | kiesett  |

## Vízilabda
Férfi
Varga Zsolt, a magyar férfi vízilabda-válogatott szövetségi kapitánya 2024. január 29-én hirdette ki a vb-keretet.
A magyar férfi vízilabda-válogatott kerete:
| Magyar férfi vízilabdacsapat-játékoskeret | Magyar férfi vízilabdacsapat-játékoskeret | Magyar férfi vízilabdacsapat-játékoskeret | Magyar férfi vízilabdacsapat-játékoskeret | Magyar férfi vízilabdacsapat-játékoskeret | Magyar férfi vízilabdacsapat-játékoskeret | Magyar férfi vízilabdacsapat-játékoskeret |
|                                           | Név                                       | Poszt                                     | Klub                                      | Kor (2024. február 5. szerint)            |                                           |                                           |
| ----------------------------------------- | ----------------------------------------- | ----------------------------------------- | ----------------------------------------- | ----------------------------------------- | ----------------------------------------- | ----------------------------------------- |
| 1                                         | Vogel Soma                                | K                                         | Ferencvárosi TC                           | 1997. július 7. (26 évesen)               |                                           |                                           |
| 2                                         | Angyal Dániel                             | MJ                                        | CN Marseille                              | 1992. március 29. (31 évesen)             |                                           |                                           |
| 3                                         | Manhercz Krisztián                        | MJ                                        | CN Marseille                              | 1997. február 6. (26 évesen)              |                                           |                                           |
| 4                                         | Pohl Zoltán                               | MJ                                        | Ferencvárosi TC                           | 1995. március 27. (28 évesen)             |                                           |                                           |
| 5                                         | Vámos Márton                              | MJ                                        | Olimbiakósz                               | 1992. június 24. (31 évesen)              |                                           |                                           |
| 6                                         | Nagy Ádám                                 | MJ                                        | Ferencvárosi TC                           | 1998. május 19. (25 évesen)               |                                           |                                           |
| 7                                         | Zalánki Gergő                             | MJ                                        | Pro Recco                                 | 1995. február 26. (28 évesen)             |                                           |                                           |
| 8                                         | Fekete Gergő                              | MJ                                        | Ferencvárosi TC                           | 2000. június 24. (23 évesen)              |                                           |                                           |
| 9                                         | Német Toni                                | MJ                                        | Ferencvárosi TC                           | 1994. január 14. (30 évesen)              |                                           |                                           |
| 10                                        | Varga Dénes                               | MJ                                        | Ferencvárosi TC                           | 1987. március 29. (36 évesen)             |                                           |                                           |
| 11                                        | Jansik Szilárd                            | MJ                                        | Ferencvárosi TC                           | 1994. április 6. (29 évesen)              |                                           |                                           |
| 12                                        | Kovács Péter                              | MJ                                        | BVSC-Zugló                                | 1991. május 16. (32 évesen)               |                                           |                                           |
| 13                                        | Bányai Márk                               | K                                         | Szolnoki Dózsa                            | 1999. december 8. (24 évesen)             |                                           |                                           |
| 14                                        | Vigvári Vince                             | MJ                                        | OSC                                       | 2003. június 23. (20 évesen)              |                                           |                                           |
| 15                                        | Tátrai Dávid                              | MJ                                        | BVSC-Zugló                                | 2003. augusztus 15. (20 évesen)           |                                           |                                           |
| Szövetségi kapitány: Varga Zsolt          |                                           |                                           |                                           |                                           |                                           |                                           |

Csoportkör
D csoport
| Hely. | Csapat       | M | Gy | BGy | BV | V | G+ | G– | Gk  | P | Továbbjutás                   |
| ----- | ------------ | - | -- | --- | -- | - | -- | -- | --- | - | ----------------------------- |
| 1.    | Magyarország | 3 | 2  | 1   | 0  | 0 | 52 | 18 | +34 | 8 | Továbbjutott a negyeddöntőbe  |
| 2.    | Olaszország  | 3 | 2  | 0   | 1  | 0 | 58 | 22 | +36 | 7 | Továbbjutott a nyolcaddöntőbe |
| 3.    | Románia      | 3 | 1  | 0   | 0  | 2 | 43 | 34 | +9  | 3 | Továbbjutott a nyolcaddöntőbe |
| 4.    | Kazahsztán   | 3 | 0  | 0   | 0  | 3 | 7  | 86 | −79 | 0 | A 13–16. helyért              |

| 2024. február 5. 20:30 (18:30) | Románia              | 8–15        | Magyarország     | Aspire Dome, Doha Játékvezetők: Xavi Buch (ESP), Sébastien Dervieux (FRA) |
| 2024. február 5. 20:30 (18:30) | (2–5, 2–5, 3–2, 1–3) |             |                  | Aspire Dome, Doha Játékvezetők: Xavi Buch (ESP), Sébastien Dervieux (FRA) |
| 2024. február 5. 20:30 (18:30) | Fulea, Georgescu 2   | Jegyzőkönyv | Vámos, Zalánki 3 | Aspire Dome, Doha Játékvezetők: Xavi Buch (ESP), Sébastien Dervieux (FRA) |

| 2024. február 7. 20:30 (18:30) | Magyarország                   | 15–14       | Olaszország | Aspire Dome, Doha Játékvezetők: Georgios Stavridis (GRE), Frank Ohme (GER) |
| 2024. február 7. 20:30 (18:30) | (2–2, 2–2, 3–3, 2–2, bü.: 6–5) |             |             | Aspire Dome, Doha Játékvezetők: Georgios Stavridis (GRE), Frank Ohme (GER) |
| 2024. február 7. 20:30 (18:30) | három játékos 2                | Jegyzőkönyv | Di Fulvio 3 | Aspire Dome, Doha Játékvezetők: Georgios Stavridis (GRE), Frank Ohme (GER) |

| 2024. február 9. 10:30 (8:30) | Kazahsztán           | 1–28        | Magyarország | Aspire Dome, Doha Játékvezetők: Hélène Painchaud (CAN), Cheng Beng Guan (SGP) |
| 2024. február 9. 10:30 (8:30) | (0–8, 0–5, 0–8, 1–7) |             |              | Aspire Dome, Doha Játékvezetők: Hélène Painchaud (CAN), Cheng Beng Guan (SGP) |
| 2024. február 9. 10:30 (8:30) | Yeremin 1            | Jegyzőkönyv | Vigvári 5    | Aspire Dome, Doha Játékvezetők: Hélène Painchaud (CAN), Cheng Beng Guan (SGP) |

Negyeddöntő
| 2024. február 13. 20:30 (18:30) | Magyarország         | 10–11       | Franciaország | Aspire Dome, Doha Játékvezetők: Xavi Buch (ESP), Darren Spiritosanto (USA) |
| 2024. február 13. 20:30 (18:30) | (4–2, 3–1, 1–3, 2–5) |             |               | Aspire Dome, Doha Játékvezetők: Xavi Buch (ESP), Darren Spiritosanto (USA) |
| 2024. február 13. 20:30 (18:30) | Zalánki 3            | Jegyzőkönyv | Vernoux 5     | Aspire Dome, Doha Játékvezetők: Xavi Buch (ESP), Darren Spiritosanto (USA) |

Az 5–8. helyért
| 2024. február 15. 14:30 (12:30) | Szerbia              | 11–10       | Magyarország | Aspire Dome, Doha Játékvezetők: Andrej Franulović (CRO), Darren Spiritosanto (USA) |
| 2024. február 15. 14:30 (12:30) | (5–2, 2–5, 2–1, 2–2) |             |              | Aspire Dome, Doha Játékvezetők: Andrej Franulović (CRO), Darren Spiritosanto (USA) |
| 2024. február 15. 14:30 (12:30) | S. Rašović 3         | Jegyzőkönyv | Zalánki 3    | Aspire Dome, Doha Játékvezetők: Andrej Franulović (CRO), Darren Spiritosanto (USA) |

A 7. helyért
| 2024. február 17. 10:00 (8:00) | Montenegró                     | 16–18       | Magyarország | Aspire Dome, Doha Játékvezetők: Alessandro Severo (ITA), Andreia Stanojević (SRB) |
| 2024. február 17. 10:00 (8:00) | (3–4, 3–2, 3–3, 5–5, bü.: 2–4) |             |              | Aspire Dome, Doha Játékvezetők: Alessandro Severo (ITA), Andreia Stanojević (SRB) |
| 2024. február 17. 10:00 (8:00) | Vujović 4                      | Jegyzőkönyv | Zalánki 4    | Aspire Dome, Doha Játékvezetők: Alessandro Severo (ITA), Andreia Stanojević (SRB) |

| Csapat       | Helyezés |
| ------------ | -------- |
| Magyarország | 7.       |

Női
Mihók Attila és Cseh Sándor, a magyar női vízilabda-válogatott szövetségi kapitányai 2024. január 26-án hirdették ki a vb-keretet.
A magyar női vízilabda-válogatott kerete: 
| Magyar női vízilabdacsapat-játékoskeret          | Magyar női vízilabdacsapat-játékoskeret | Magyar női vízilabdacsapat-játékoskeret | Magyar női vízilabdacsapat-játékoskeret | Magyar női vízilabdacsapat-játékoskeret | Magyar női vízilabdacsapat-játékoskeret | Magyar női vízilabdacsapat-játékoskeret |
|                                                  | Név                                     | Poszt                                   | Klub                                    | Kor (2024. február 4. szerint)          |                                         |                                         |
| ------------------------------------------------ | --------------------------------------- | --------------------------------------- | --------------------------------------- | --------------------------------------- | --------------------------------------- | --------------------------------------- |
| 1                                                | Magyari Alda                            | K                                       | UVSE                                    | 2000. október 19. (23 évesen)           |                                         |                                         |
| 2                                                | Szilágyi Dorottya                       | MJ                                      | ZF-Eger                                 | 1996. november 10. (27 évesen)          |                                         |                                         |
| 3                                                | Vályi Vanda                             | MJ                                      | Ferencvárosi TC                         | 1999. augusztus 13. (24 évesen)         |                                         |                                         |
| 4                                                | Gurisatti Gréta                         | MJ                                      | Ferencvárosi TC                         | 1996. május 14. (27 évesen)             |                                         |                                         |
| 5                                                | Géraldine Mahieu                        | MJ                                      | Dunaújvárosi Főiskola VE                | 1993. szeptember 15. (30 évesen)        |                                         |                                         |
| 6                                                | Parkes Rebecca                          | MJ                                      | ZF-Eger                                 | 1994. augusztus 16. (29 évesen)         |                                         |                                         |
| 7                                                | Máté Zsuzsanna                          | MJ                                      | Ferencvárosi TC                         | 1996. szeptember 1. (27 évesen)         |                                         |                                         |
| 8                                                | Keszthelyi Rita                         | MJ                                      | CN Mataró                               | 1991. december 10. (32 évesen)          |                                         |                                         |
| 9                                                | Leimeter Dóra                           | MJ                                      | Ferencvárosi TC                         | 1996. május 8. (27 évesen)              |                                         |                                         |
| 10                                               | Rybanska Natasa                         | MJ                                      | UVSE                                    | 2000. április 10. (23 évesen)           |                                         |                                         |
| 11                                               | Faragó Kamilla                          | MJ                                      | UVSE                                    | 2000. november 22. (23 évesen)          |                                         |                                         |
| 12                                               | Garda Krisztina                         | MJ                                      | Dunaújvárosi Főiskola VE                | 1994. július 16. (29 évesen)            |                                         |                                         |
| 13                                               | Neszmély Boglárka                       | K                                       | Ferencvárosi TC                         | 2003. augusztus 27. (20 évesen)         |                                         |                                         |
| 14                                               | Horváth Brigitta                        | MJ                                      | Dunaújvárosi Főiskola VE                | 1996. május 14. (27 évesen)             |                                         |                                         |
| 15                                               | Kuna Szonja                             | MJ                                      | Ferencvárosi TC                         | 1997. október 9. (26 évesen)            |                                         |                                         |
| Szövetségi kapitány: Mihók Attila és Cseh Sándor |                                         |                                         |                                         |                                         |                                         |                                         |

Csoportkör
C csoport
| Hely. | Csapat       | M | Gy | BGy | BV | V | G+ | G–  | Gk  | P | Továbbjutás                   |
| ----- | ------------ | - | -- | --- | -- | - | -- | --- | --- | - | ----------------------------- |
| 1.    | Magyarország | 3 | 3  | 0   | 0  | 0 | 71 | 19  | +52 | 9 | Továbbjutott a negyeddöntőbe  |
| 2.    | Ausztrália   | 3 | 2  | 0   | 0  | 1 | 54 | 20  | +34 | 6 | Továbbjutott a nyolcaddöntőbe |
| 3.    | Új-Zéland    | 3 | 1  | 0   | 0  | 2 | 44 | 36  | +8  | 3 | Továbbjutott a nyolcaddöntőbe |
| 4.    | Szingapúr    | 3 | 0  | 0   | 0  | 3 | 7  | 101 | −94 | 0 | A 13–16. helyért              |

| 2024. február 4. 15:00 (13:00) | Magyarország         | 19–8        | Új-Zéland  | Aspire Dome, Doha Játékvezetők: Asumi Tsuzaki (JPN), Natalia Markopoulou (GRE) |
| 2024. február 4. 15:00 (13:00) | (5–2, 4–2, 2–1, 8–3) |             |            | Aspire Dome, Doha Játékvezetők: Asumi Tsuzaki (JPN), Natalia Markopoulou (GRE) |
| 2024. február 4. 15:00 (13:00) | Gurisatti 6          | Jegyzőkönyv | McDowall 4 | Aspire Dome, Doha Játékvezetők: Asumi Tsuzaki (JPN), Natalia Markopoulou (GRE) |

| 2024. február 6. 13:30 (11:30) | Szingapúr               | 2–39        | Magyarország          | Aspire Dome, Doha Játékvezetők: Lucas Letshabo (RSA), Giuliana Nicolosi (ITA) |
| 2024. február 6. 13:30 (11:30) | (0–11, 0–7, 2–11, 0–10) |             |                       | Aspire Dome, Doha Játékvezetők: Lucas Letshabo (RSA), Giuliana Nicolosi (ITA) |
| 2024. február 6. 13:30 (11:30) | Yap 2                   | Jegyzőkönyv | Gurisatti, Rybanska 6 | Aspire Dome, Doha Játékvezetők: Lucas Letshabo (RSA), Giuliana Nicolosi (ITA) |

| 2024. február 8. 13:30 (11:30) | Magyarország         | 13–9        | Ausztrália | Aspire Dome, Doha Játékvezetők: Xavi Buch (ESP), Natalia Markopoulou (GRE) |
| 2024. február 8. 13:30 (11:30) | (4–2, 4–3, 3–1, 2–3) |             |            | Aspire Dome, Doha Játékvezetők: Xavi Buch (ESP), Natalia Markopoulou (GRE) |
| 2024. február 8. 13:30 (11:30) | Keszthelyi 5         | Jegyzőkönyv | Williams 3 | Aspire Dome, Doha Játékvezetők: Xavi Buch (ESP), Natalia Markopoulou (GRE) |

Negyeddöntő
| 2024. február 12. 19:00 (17:00) | Magyarország                   | 13–12       | Hollandia       | Aspire Dome, Doha Játékvezetők: Sébastien Dervieux (FRA), Jennifer McCall (USA) |
| 2024. február 12. 19:00 (17:00) | (1–1, 3–1, 1–2, 3–4, bü.: 5–4) |             |                 | Aspire Dome, Doha Játékvezetők: Sébastien Dervieux (FRA), Jennifer McCall (USA) |
| 2024. február 12. 19:00 (17:00) | Keszthelyi 3                   | Jegyzőkönyv | három játékos 2 | Aspire Dome, Doha Játékvezetők: Sébastien Dervieux (FRA), Jennifer McCall (USA) |

Elődöntő
| 2024. február 14. 17:30 (15:30) | Magyarország                   | 13–11       | Görögország | Aspire Dome, Doha Játékvezetők: Frank Ohme (GER), Zhang Liang (CHN) |
| 2024. február 14. 17:30 (15:30) | (3–3, 3–3, 1–1, 2–2, bü.: 4–2) |             |             | Aspire Dome, Doha Játékvezetők: Frank Ohme (GER), Zhang Liang (CHN) |
| 2024. február 14. 17:30 (15:30) | Parkes 3                       | Jegyzőkönyv | Ninou 4     | Aspire Dome, Doha Játékvezetők: Frank Ohme (GER), Zhang Liang (CHN) |

Döntő
| 2024. február 16. 17:30 (15:30) | Egyesült Államok     | 8–7         | Magyarország        | Aspire Dome, Doha Játékvezetők: Xavi Buch (ESP), Natalia Markopoulou (GRE) |
| 2024. február 16. 17:30 (15:30) | (3–2, 2–2, 0–1, 3–2) |             |                     | Aspire Dome, Doha Játékvezetők: Xavi Buch (ESP), Natalia Markopoulou (GRE) |
| 2024. február 16. 17:30 (15:30) | Fattal 3             | Jegyzőkönyv | Garda, Keszthelyi 2 | Aspire Dome, Doha Játékvezetők: Xavi Buch (ESP), Natalia Markopoulou (GRE) |

| Csapat       | Helyezés  |
| ------------ | --------- |
| Magyarország | Ezüstérem |